# Земо-Биа
Земо-Биа (груз. ზემო ბია) — село в Грузии, на территории Хобского муниципалитета края (мхаре) Самегрело-Верхняя Сванетия.

## География
Село находится в западной части Грузии, к югу от реки Хоби, на расстоянии приблизительно 4 километров (по прямой) к северо-востоку от города Хоби, административного центра муниципалитета. Абсолютная высота — 124 метра над уровнем моря.

## Население
По результатам официальной переписи населения 2014 года, в Земо-Биа проживало 32 человека (18 мужчин и 14 женщин). В национальной структуре населения грузины составляли 100 %.
| Год  | Население, человек |
| ---- | ------------------ |
| 2002 | 9                  |
| 2014 | ↗ 32               |